# Rathaus Würzburg

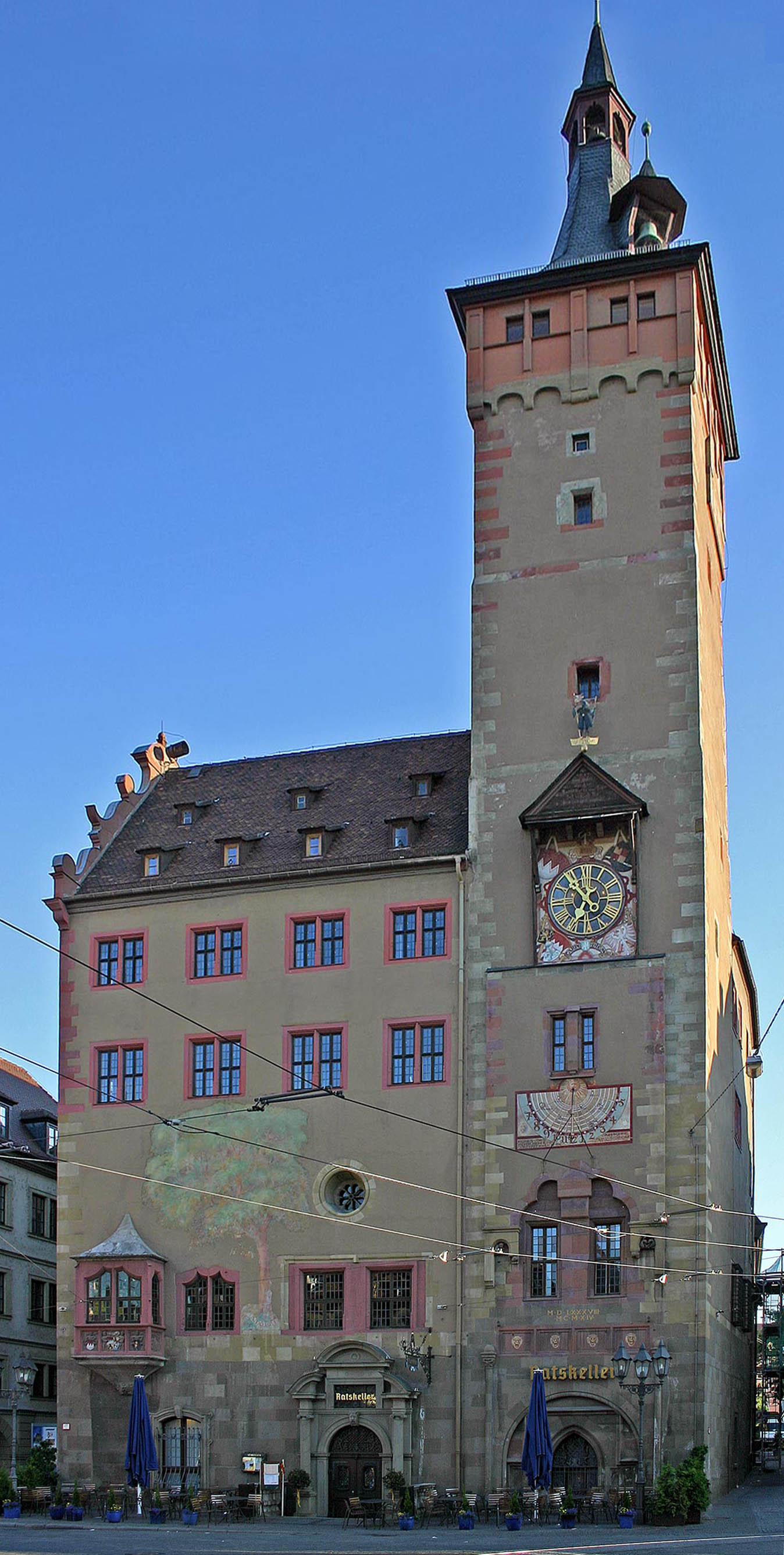
Beim Grafeneckart 1 (mit Ratskeller), vor dem 2017 erfolgten Neuanstrich

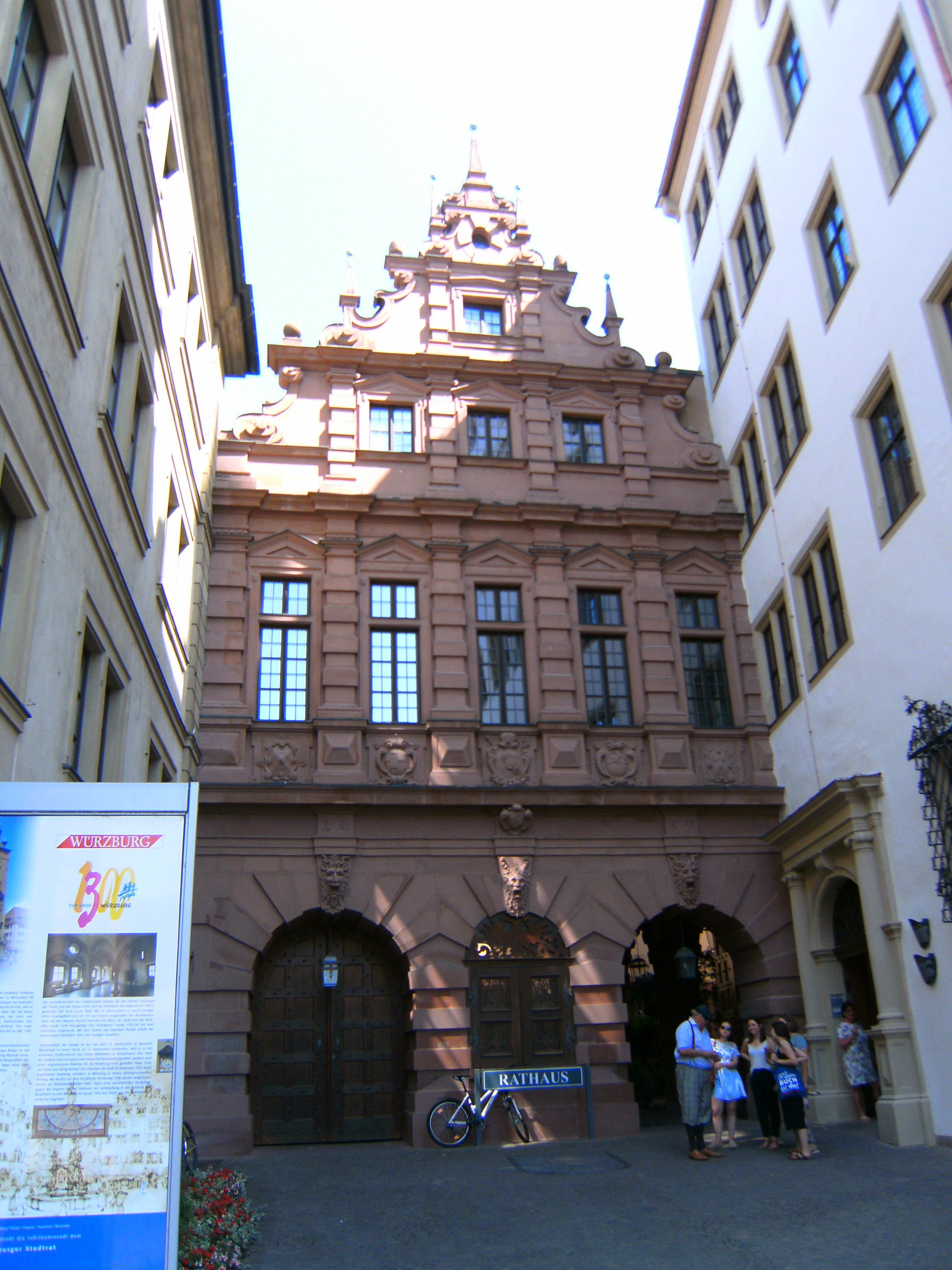
Würzburg, Rathaus: südlicher Eingang (Roter Bau)

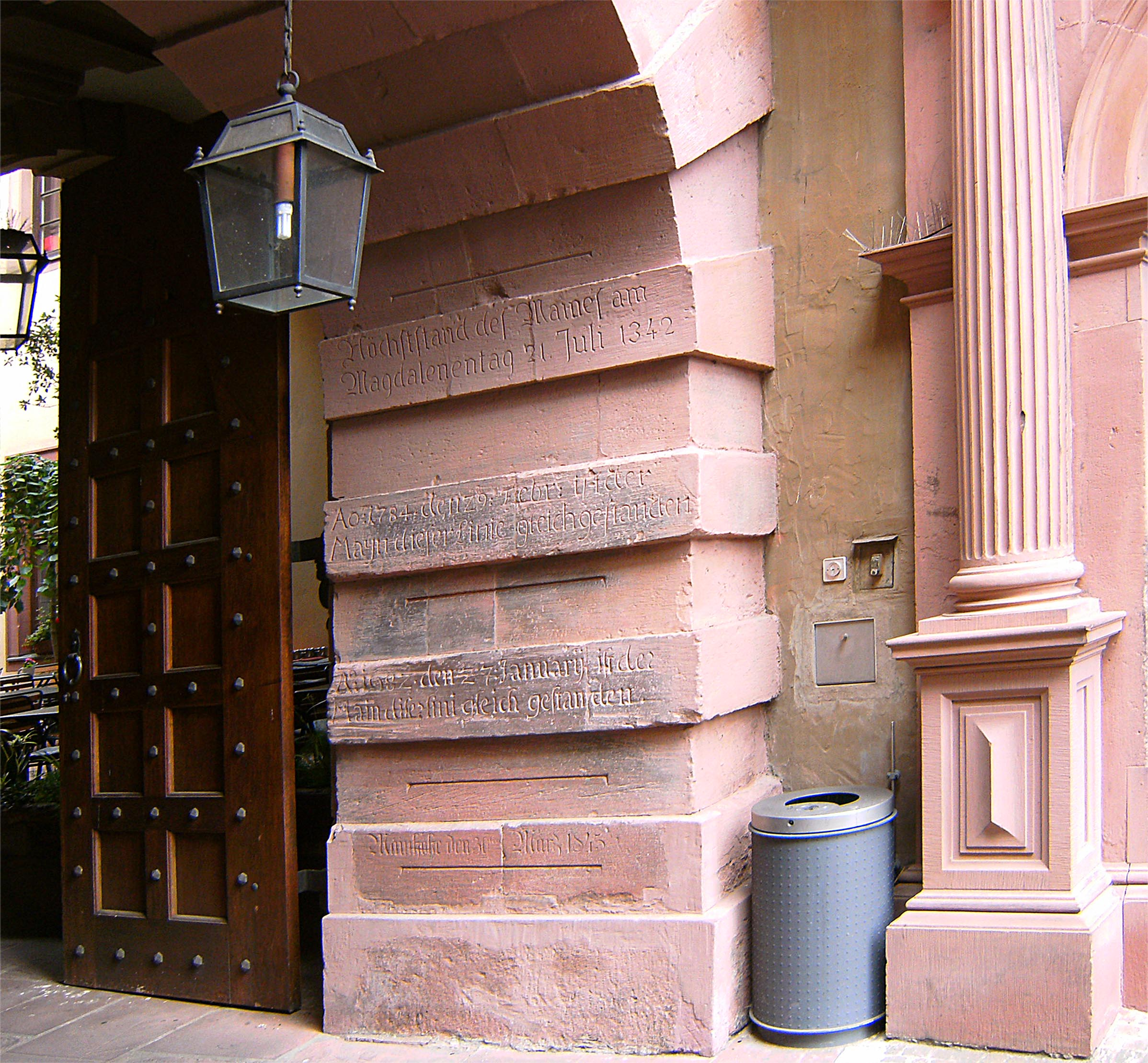
Hochwassermarken am südlichen Eingang zum Rathaus

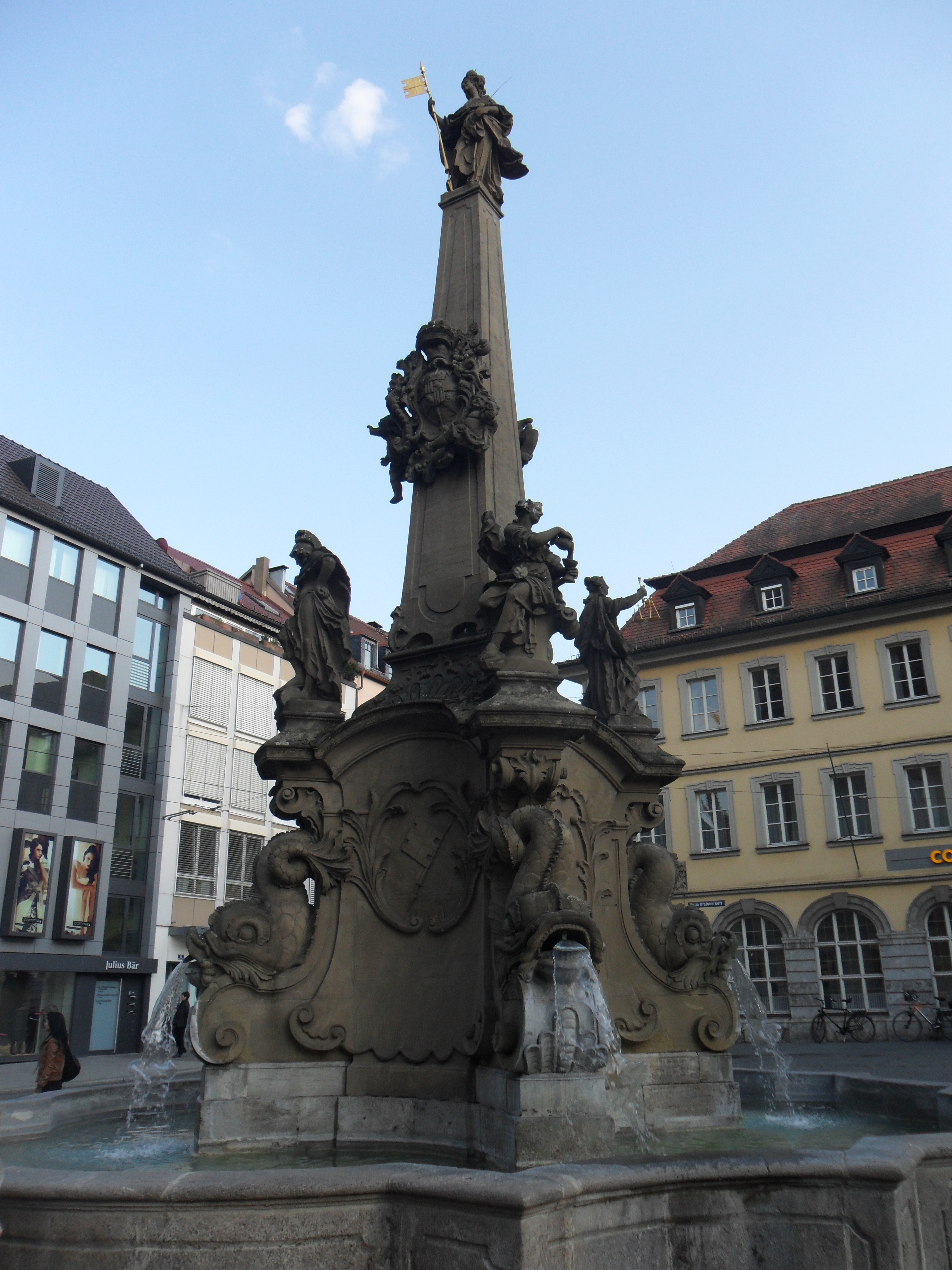
Vierröhrenbrunnen vor dem Rathaus

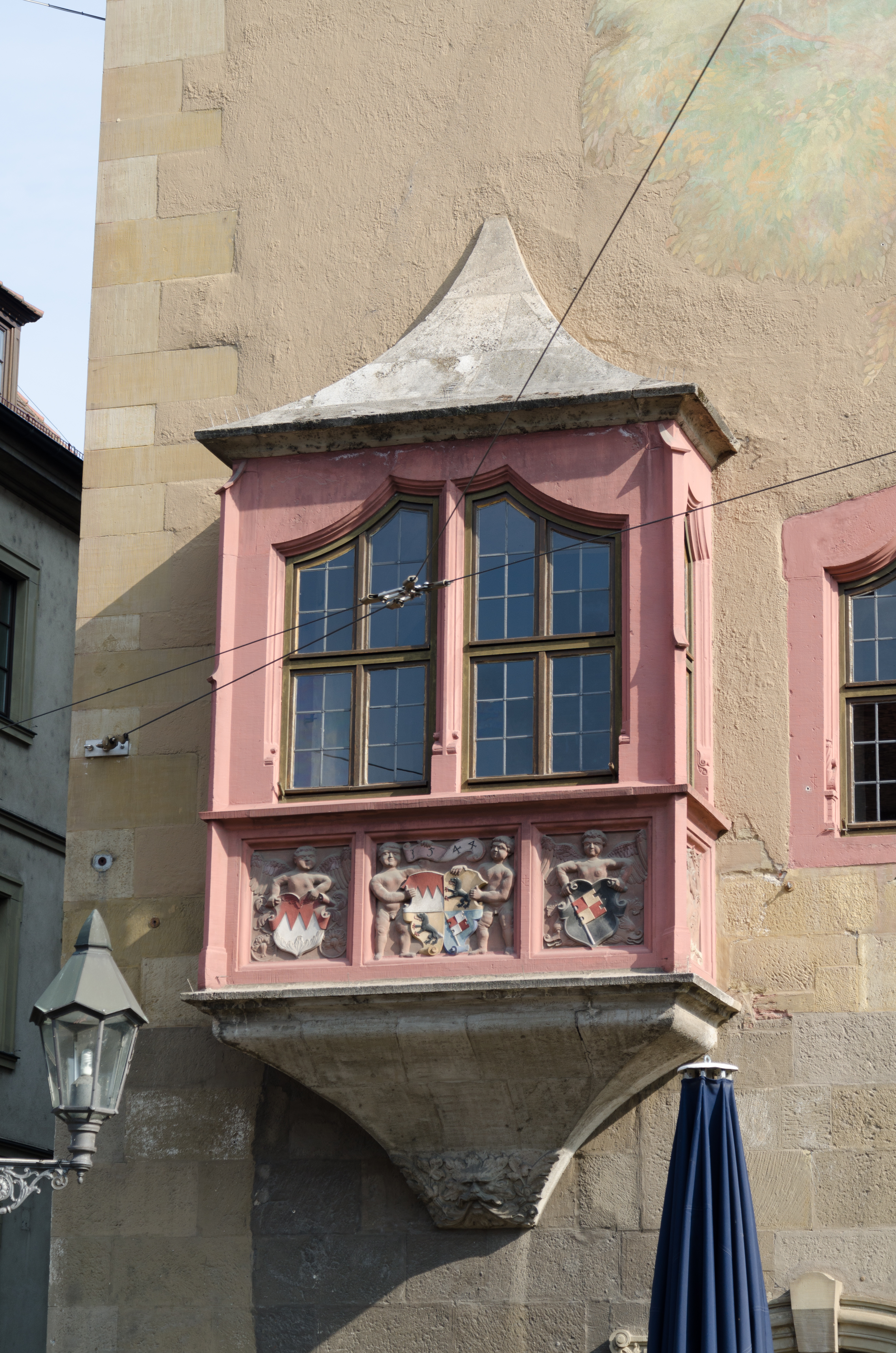
Renaissance-Erker am Grafeneckart, 1544

Das Würzburger Rathaus oder Rathaus Würzburg ist ein Baukomplex in der Altstadt von Würzburg mit den Adressen Rückermainstraße 2, Karmelitenstraße 43, Beim Grafeneckart 1, Beim Grafeneckart 2 und Langgasse 1. Er wurde im Zweiten Weltkrieg zerstört und Anfang der 1950er Jahre rekonstruiert und wieder errichtet. Die Gebäude werden von der Stadtverwaltung genutzt. Das Rathaus kann vom Grafeneckart bis zur Rückermainstraße durchquert werden. Der neue Ratssaal im ersten Obergeschoss des Südflügels zeigt an den Saalwänden in Fresken von Wolfgang Lenz Szenen aus der Geschichte Würzburgs.
Das Rathaus war vor den Weltkriegen zwischen 1898 und 1900 entstanden und 1904/1905 erweitert worden.

## Grafeneckart

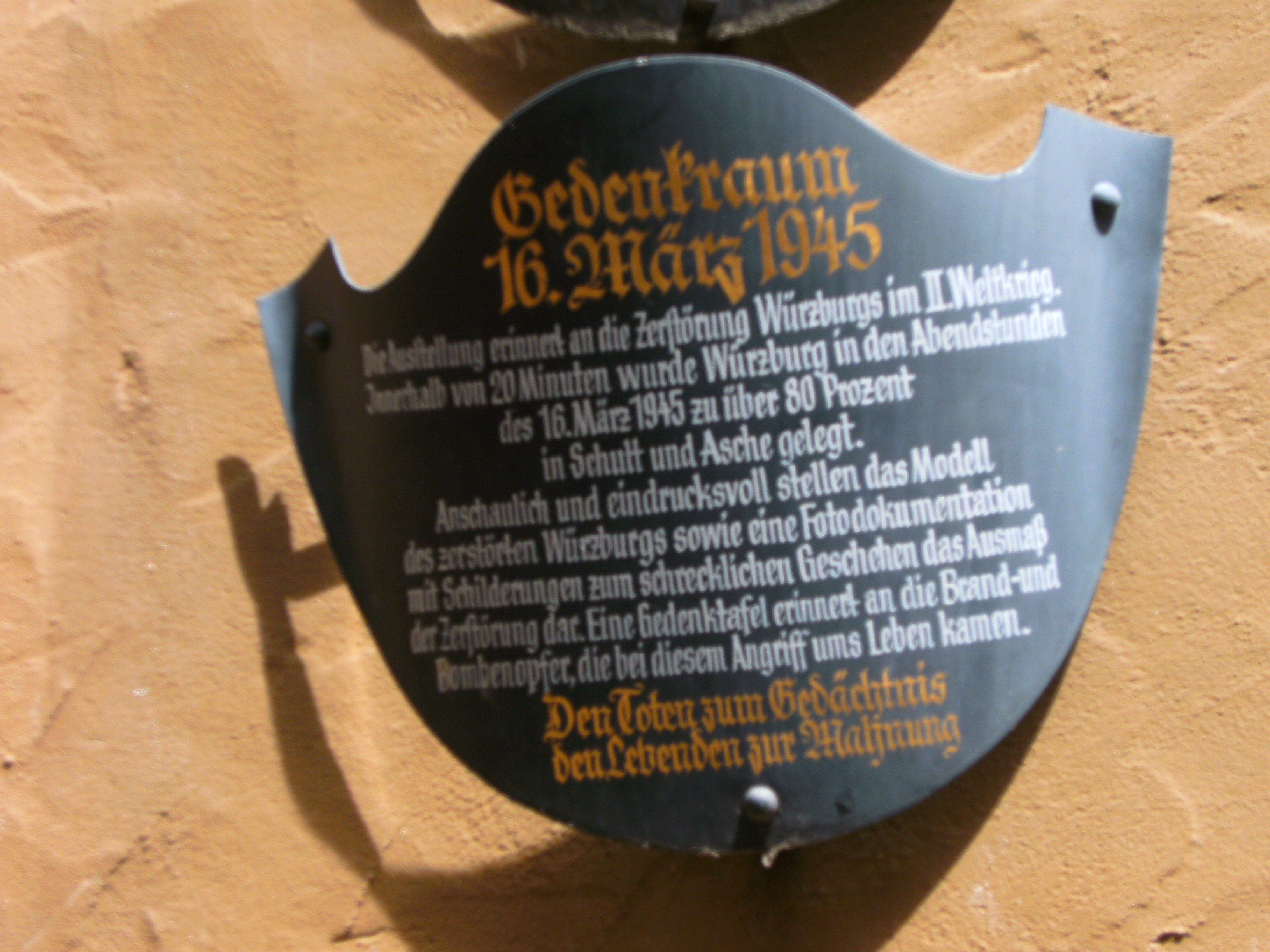
Würzburg, Grafeneckart: Hinweistafel zum Bombenangriff auf Würzburg am 16. März 1945. Dokumentationsraum

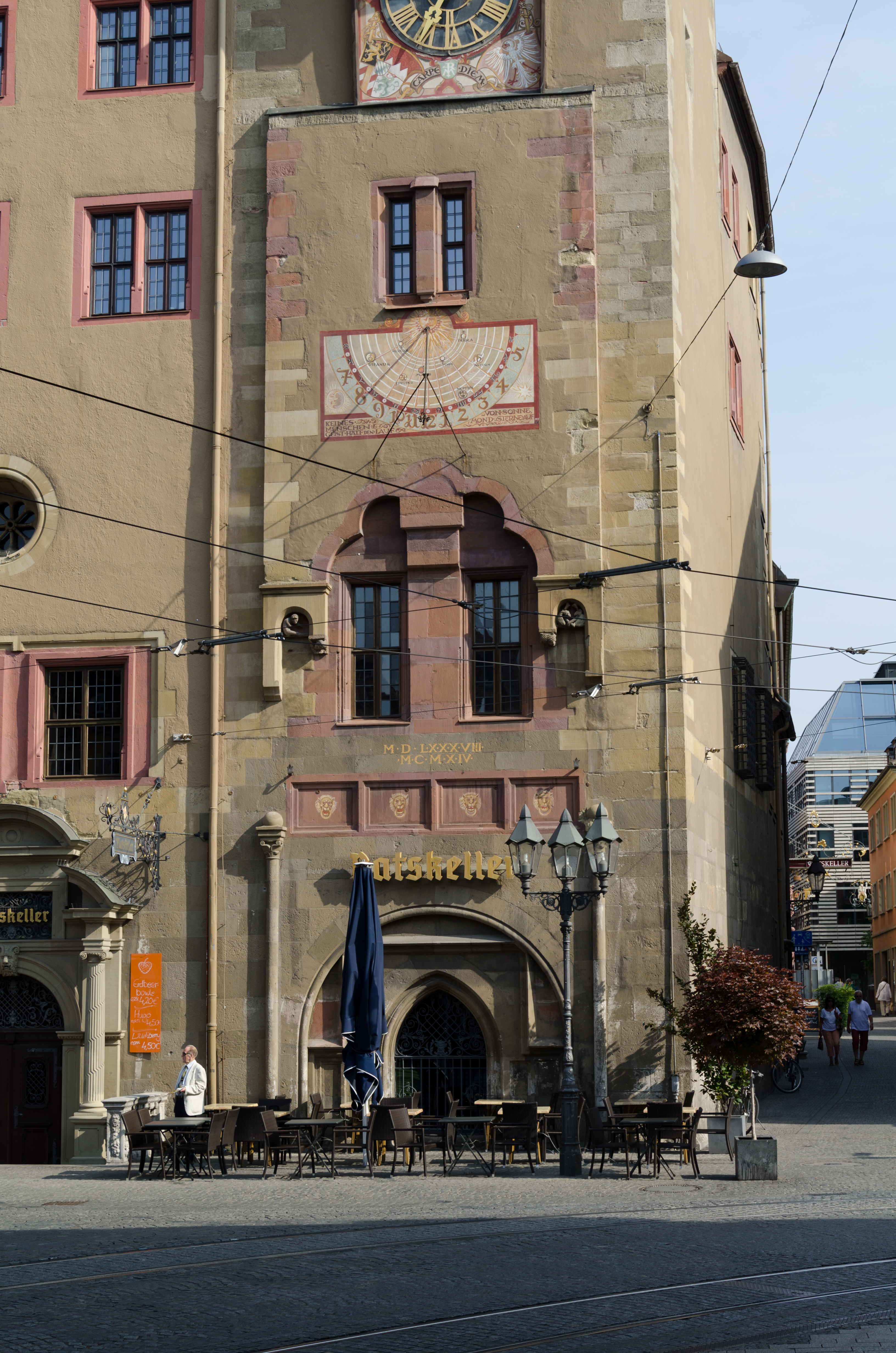
Ratskeller im Grafeneckart in Würzburg

Der zum Rathaus gehörende Grafeneckart ist der älteste erhaltene romanische Profanbau der Stadt Würzburg. Im Jahr 1316 erwarb die Würzburger Bürgerschaft den Hof und nutzte ihn als Rathaus. Im Jahr 1456 wurde für den Grafeneckart-Turm ein Feuer- und Stundenglocke gegossen und die Turmuhr fertiggestellt. Im Erdgeschoss des Grafeneckartbaus befindet sich ein Dokumentationsraum über die Bombardierung von Würzburg am 16. März 1945. Die total zerstörte Innenstadt ist in einem Modell dargestellt. Der Grafeneckart selbst wurde 1950 wieder instand gesetzt. Im Dienstgebäude Beim Grafeneckart 1 ist das Baureferat untergebracht. Von 1912 bis zur Eröffnung am 31. Januar 1918 entstand der heutige Ratskeller als Gaststätte. Der Ratskeller wurde nach dem Bombardement von 1945 im Jahr 1973 wieder hergestellt.

## Roter Bau und Südlicher Eingang zum Rathaus
Gegenüber dem Vierröhrenbrunnen befindet sich der südliche Eingang zum Rathaus im als Roter Bau bezeichneten, westlich an den Grafeneckartsbau anschließenden und nach Norden zurückversetztes Gebäude, das ursprünglich vor allem der Aufnahme eines neuen Ratssaales diente. Der 1658 geplante Rote Bau mit seiner markanten Giebelfassade wurde 1659 fertiggestellt. An der Eingangspforte erinnern Jahreszahlen und Marken an besondere Hochwasserstände. Für Entwurf und Bauleitung war der Steinmetzmeister Sebastian Villinger zuständig, plastische Details wie die 1659 geschaffenen ausdrucksstarken Keilsteinfratzen der Arkaden des Baus stammen von Johann Philipp Preuß aus Erbach (Odenwald), dem seinerzeit führenden Würzburger Bildhauer. Reste des von dem Stuckateur Prospero Brenno 1672 geschaffenen Wand- und Deckenschmucks sind im Saal des Roten Baus erhalten geblieben.

## Denkmalaspekte
Der Gebäudekomplex ist als Baudenkmal in die Bayerische Denkmalliste eingetragen.
Die Beschreibung lautet:

„Historisch gewachsene Gruppe von Bauten verschiedener Epochen, die ganze Anlage 1947–1951 wiederaufgebaut.
Grafeneckartbau, fünfgeschossiger massiver Satteldachbau und Turm mit Spitzhelm und Laterne, romanischer Kern um 1200, gotischer Umbau mit Turmerhöhung 1453, Aufstockung mit Renaissance-Volutengiebel durch Wolf Behringer 1593/94, Barockportal bezeichnet 1695; Kellerbau, frühes 15. Jahrhundert, mit ehemaliger Ratskapelle, gotisch, 1399.
Roter Bau, zweigeschossiger Satteldachbau mit reich gegliederter Rotsandsteinfassade und Volutengiebel, Renaissance, Philipp Preiss und Sebastian Villinger, 1659/60.
Ehemaliges Klostergebäude der unbeschuhten Karmeliten, seit Abbruch der Klosterkirche als dreigeschossige verputzte Dreiflügelanlage mit geohrten Fensterrahmungen und Walmdächern in Erscheinung tretend, Mittelrisalit mit Mansardwalmdach und Kolossalgliederung, barock, um 1720.
Erweiterungsbau an der Karmelitenstraße, langgestreckter dreigeschossiger Satteldachbau mit reicher Rotsandsteinfassade, Dachaufbau verändert, Neurenaissance, Peter Bernatz, 1898/99“